# Lista campioanelor României la fotbal feminin
Campioana României la fotbal feminin este câștigătoarea eșalonului fotbalistic superior din România, SuperLiga Feminină. Titlul a fost pus în joc încă din anul 1990-91 în competiții care au avut diverse formate. Universitatea Olimpia Cluj a câștigat cele mai multe campionate: 12, fiind cea mai prolifică echipă din SuperLigă. Cea de a doua echipă care a câștigat mai multe titluri este Clujana Cluj cu 7 campionate la activ. Cluburile care au performat în anii 90 au fost ICIM Brașov (4 titluri), Motorul Oradea (3 titluri), Conpet Ploiești și CFR Craiova.

## Campioane

### Divizia A (1990–2006)
| Sezon   | Campioană                  | Vicecampioană             | Locul 3               | Note  |
| ------- | -------------------------- | ------------------------- | --------------------- | ----- |
| 1990–91 | ICIM Brașov (1)            | CFR Craiova               |                       | [ 2 ] |
| 1991–92 | CFR Craiova (1)            | ICIM Brașov               |                       |       |
| 1992–93 | ICIM Brașov (2)            |                           |                       |       |
| 1993–94 | Fartec Brașov (3)          |                           |                       |       |
| 1994–95 | Fartec Brașov (4)          |                           |                       |       |
| 1995–96 | Interindustrial Oradea (1) |                           |                       |       |
| 1996–97 | Motorul Oradea (2)         |                           |                       |       |
| 1997–98 | Motorul Oradea (3)         |                           |                       |       |
| 1998–99 | Conpet Ploiești (1)        |                           |                       |       |
| 1999–00 | Conpet Ploiești (2)        |                           |                       |       |
| 2000–01 | Regal București (1)        |                           |                       |       |
| 2001–02 | Regal București (2)        | Șantierul Naval Constanța | Motorul Oradea        |       |
| 2002–03 | Clujana Cluj (1)           | Șantierul Naval Constanța | Smart Sport București |       |
| 2003–04 | Clujana Cluj (2)           | Crișul Aleșd              | Pandurii Târgu Jiu    |       |
| 2004–05 | Clujana Cluj (3)           | Pandurii Târgu Jiu        | Motorul Oradea        |       |
| 2005–06 | Clujana Cluj (4)           | Pandurii Târgu Jiu        | CSȘ Târgoviște        |       |

### Liga I (2006–2013)
| Sezon   | Campioană           | Vicecampioană      | Locul 3               | Note |
| ------- | ------------------- | ------------------ | --------------------- | ---- |
| 2006–07 | Clujana Cluj (5)    | Pandurii Târgu Jiu | CSȘ Târgoviște        |      |
| 2007–08 | Clujana Cluj (6)    | CSȘ Târgoviște     | Smart Sport București |      |
| 2008–09 | Clujana Cluj (7)    | Ripensia Timișoara | CSȘ Târgoviște        |      |
| 2009-10 | FCM Târgu Mureș (1) | Ripensia Timișoara | CSȘ Târgoviște        |      |
| 2010-11 | Olimpia Cluj (1)    | Ripensia Timișoara | CSȘ Târgoviște        |      |
| 2011-12 | Olimpia Cluj (2)    | Ripensia Timișoara | CSȘ Târgoviște        |      |
| 2012-13 | Olimpia Cluj (3)    | Ripensia Timișoara | CSȘ Târgoviște        |      |

### SuperLiga română (2013–2017)
| Sezon   | Campioană        | Vicecampioană   | Locul 3                | Note |
| ------- | ---------------- | --------------- | ---------------------- | ---- |
| 2013-14 | Olimpia Cluj (4) | ASA Târgu Mureș | Real Craiova           |      |
| 2014-15 | Olimpia Cluj (5) | ASA Târgu Mureș | Heniu Prundu Bârgăului |      |
| 2015-16 | Olimpia Cluj (6) | ASA Târgu Mureș | Navobi Iași            |      |
| 2016-17 | Olimpia Cluj (7) | Navobi Iași     | CFR Timișoara          |      |

### Liga I (2017–2023)
| Sezon    | Campioană           | Vicecampioană           | Locul 3                 | Note  |
| -------- | ------------------- | ----------------------- | ----------------------- | ----- |
| 2017-18  | Olimpia Cluj (8)    | Vasas Femina            | CFR Timișoara           |       |
| 2018-19  | U Olimpia Cluj (9)  | Fortuna Becicherecu Mic | Heniu Prundu Bârgăului  |       |
| 2019-20* | U Olimpia Cluj (10) | Universitatea Galați    | Fortuna Becicherecu Mic |       |
| 2020-21  | U Olimpia Cluj (12) | Heniu Prundu Bârgăului  | Piroș SL Arad           |       |
| 2021-22  | U Olimpia Cluj (12) | Heniu Prundu Bârgăului  | Politehnica Timișoara   |       |
| 2022-23  | U Olimpia Cluj (13) | Politehnica Timișoara   | Carmen București        | [ 3 ] |

* Anulat după 11 etape din cauza pandemiei covid-19.

### SuperLiga feminină (2023–prezent)
| Sezon   | Campioană       | Vicecampioană  | Locul 3        | Note         |
| ------- | --------------- | -------------- | -------------- | ------------ |
| 2023-24 | Farul Constanța | U Olimpia Cluj | Csíkszereda MC | [ 4 ] [ 5 ]  |
| 2024-25 | În derulare.    | În derulare.   | În derulare.   | În derulare. |